# Mount Clarke
Mount Clarke ist ein 3210 m hoher Berg in der antarktischen Ross Dependency. In den Barton Mountains des Königin-Maud-Gebirges ragt er am Ostrand des Snakeskin-Gletschers nahe dem Rand des zentralen Polarplateaus und 21 km westlich des Mount Iveagh auf. 
Teilnehmer der Nimrod-Expedition (1907–1909) unter dem britischen Polarforscher Ernest Shackleton entdeckten ihn. Benannt ist er nach Rupert Clarke (1865–1926), einem der privaten Geldgeber der Expedition, der auch Namensgeber des antarktischen Clarke-Gletschers ist.